# Ascelichthys
Ascelichthys is een monotypisch geslacht van straalvinnige vissen uit de familie van donderpadden (Cottidae).

## Soort
- Ascelichthys rhodorus D. S. Jordan & C. H. Gilbert, 1880